# Huevo frito
El huevo frito es una forma muy rápida y bastante tradicional de hacer una fritura de un huevo. Su preparación apenas dura unos segundos y suele emplearse huevo de gallina. El huevo se introduce en aceite o grasa animal caliente. En las cocinas mediterráneas se cocina con aceite de oliva bien caliente en una sartén, preparación que antiguamente se conocía como huevos estrellados. Forma parte de los desayunos de muchas naciones anglosajonas, donde suele hacerse sobre grasa animal, y es parte integrante del tradicional desayuno inglés junto con el tocino frito (plato conocido como huevos con tocino). 
El huevo frito ideal es aquel que mantiene líquida la yema y los extremos de la clara cuajada empiezan a estar quemados (o 'crujientes' según los expertos); si bien esto no es una regla sine qua non.

## Historia

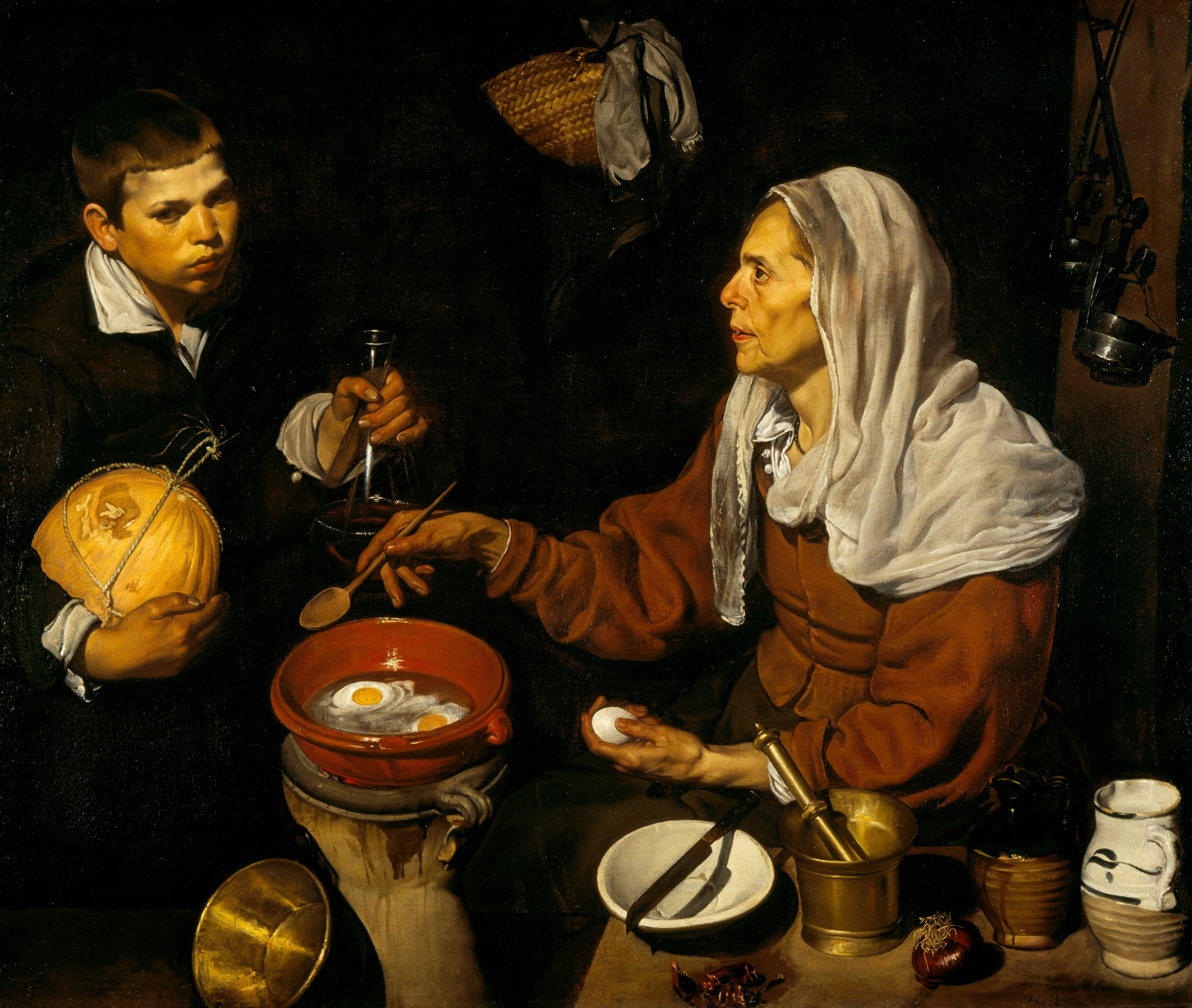
Vieja friendo huevos, cuadro de Velázquez (1618). Algunos expertos debaten, a partir de los elementos visuales representados en el lienzo, acerca de si la vieja escalfa o fríe los huevos.

El consumo de huevos fritos está documentado desde hace siglos. Un cuadro de Velázquez de 1618 muestra a una mujer friendo huevos. Muchos siglos antes, Averroes decía en su Kitab al-kulliyat fi l-tibb (Libro de las generalidades de la medicina) que los huevos fritos «cuando se fríen en aceite de oliva son muy buenos, ya que las cosas que se condimentan con aceite son muy nutritivas; pero el aceite debe ser nuevo, con poca acidez y de aceitunas.»  El enigma Averroes, Tres Cantos (Madrid): Nivola, 2007, pág. 62.

## Preparación

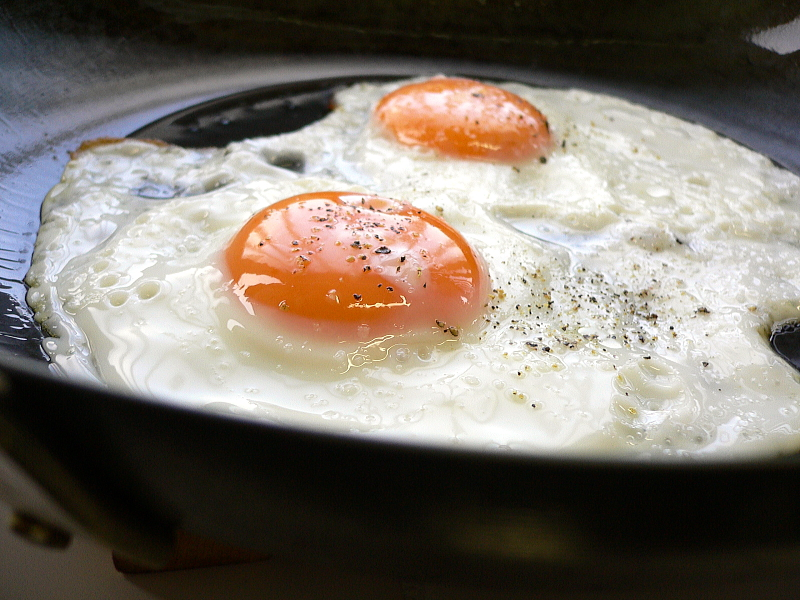
Detalle de huevo frito con unos granos molidos de pimienta.

El huevo está compuesto de dos partes fácilmente identificables, el centro o yema, de color amarillo (que debe estar líquida en el huevo frito), y la parte blanca que la rodea, la clara (que debe estar sólida con los extremos crujientes). Estas dos partes se preparan juntas, y es habilidad del cocinero mantener los tiempos de fritura bien vigilados (por regla general entre los dos o tres minutos) para poder hacer un buen huevo frito con la textura y los aromas apropiados. Para ello basta con seguir los siguientes consejos:
- Hacer los huevos fritos con huevos a temperatura ambiente (10 °C a 20 °C) y estables previamente durante varias horas, en ningún caso recién sacados del refrigerador (este es un error frecuente).
- Emplear huevos frescos, los que se han conservado van perdiendo la humedad interior a través de sus poros y dejan un producto final no tan apetecible. Los huevos frescos sufren menos roturas de las yemas cuando se elaboran.
- Tener bien caliente el aceite, listo para freír un huevo, que se suele romper directamente sobre la sartén. Por esta razón es mejor emplear aceites con alto punto de humo: como el aceite de oliva (180 °C). La temperatura ideal del aceite es a 120 °C.[1] A mayor temperatura se pierde la textura tierna pero se gana en sabor.
- Realizar uno o dos huevos fritos cada vez, dependiendo de la superficie del fondo de la sartén, a mayor superficie mayor número de huevos fritos simultáneos. Si se deben freír varios en poco tiempo lo mejor es emplear diversas sartenes.
- No verter la sal hasta haber terminado de freír completamente el huevo en la sartén.[2] Generalmente lo hace cada comensal o se hace fuera de la sartén (en ningún caso durante la fritura del huevo).
- Servir caliente y recién frito a los comensales, no conviene esperar ni un minuto, ya que el huevo frito queda de otra forma aceitoso y la yema empieza a cuajar.
- Emplear una espumadera para recoger el huevo frito de la sartén o poder darle la vuelta (operación esta poco frecuente cuando se trata de huevos fritos).

Para evitar que al freír el huevo el aceite salpique en exceso hay un procedimiento sencillo y que no altera el gusto ni el aspecto del huevo: cuando el aceite está suficientemente caliente espolvorear un poco de harina y seguidamente echar el huevo en la sartén. 

### Variantes de la alta cocina

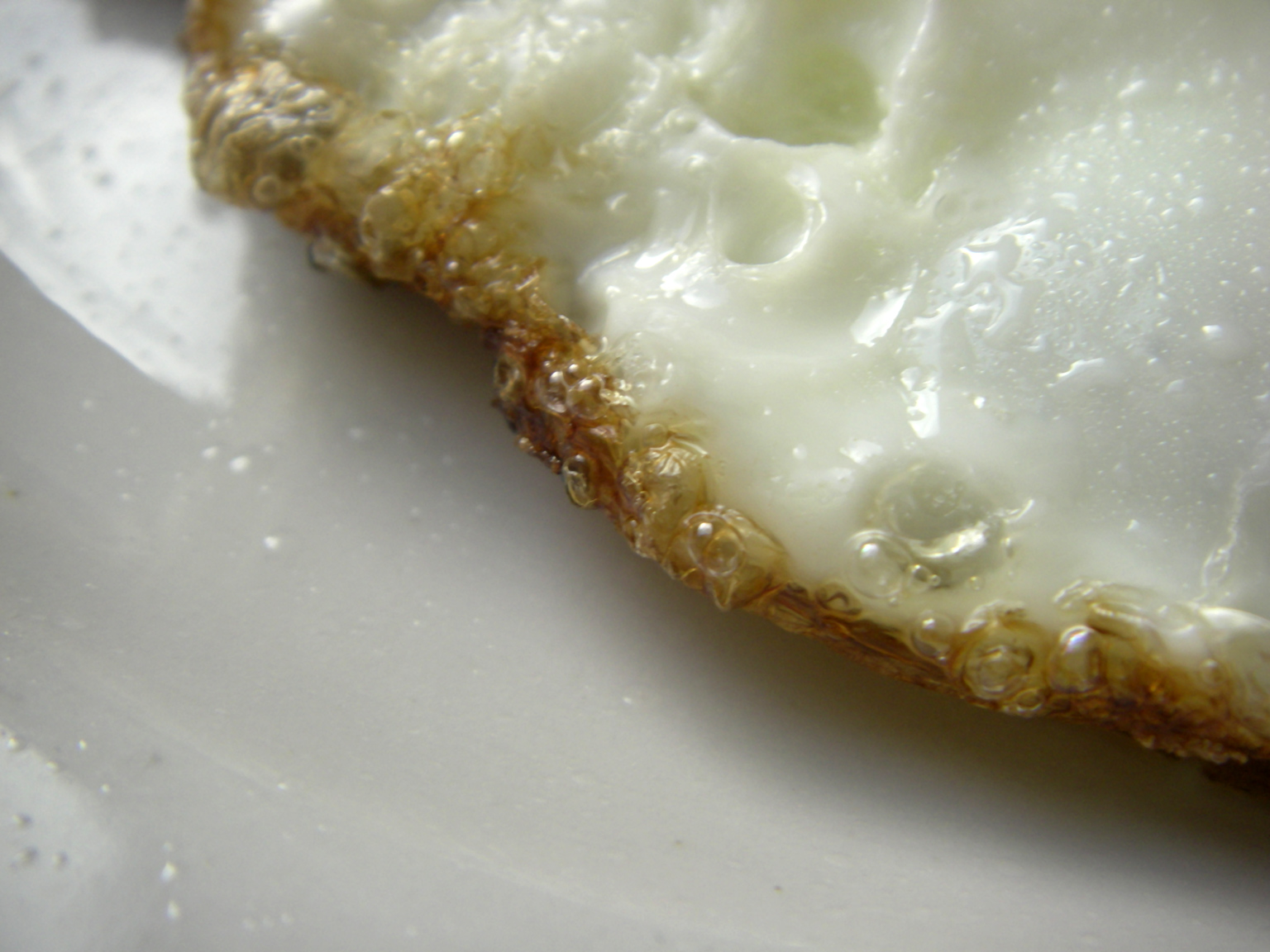
"Puntillas", elaboradas fácilmente cuando se fríe el huevo en una mezcla de aceite de oliva y manteca de cerdo (50%-50% aprox).

En algunas preparaciones de gran complejidad primero se vierte la clara y justo antes de que llegue a su punto de elaboración se vierte la yema, este método requiere un gran conocimiento de los elementos que intervienen en la cocina: aceite, sartén, tiempo de elaboración de la clara, la yema, etc. Es desde luego un método profesional denominado por Ferrán Adriá como "El huevo frito soñado".
Una forma habitual de elaboración es emplear la espumadera para salpicar el aceite hirviendo sobre la yema durante la fritura. Algunos grandes cocineros como Fernand Point (1897-1955) mencionan el uso de mantequilla en su elaboración, empleando más tiempo en su elaboración (quizás 15 segundos) y antes de servir vierten sobre la yema mantequilla ligeramente caliente de otra sartén. Algunas obras clásicas de la gastronomía como el "Larousse gastronomique" mencionan grasa de oca en su elaboración y otros dan sabor al aceite con el que se fríe poniendo un queso que se funde al mismo tiempo.

### Servir un huevo frito
Para sacar el huevo de la sartén se suele emplear una espátula o incluso una espumadera, dependiendo de la cantidad de aceite y de la sartén. Esta operación se hace con delicadeza, ya que un huevo con la yema rota se considera en todas las culturas un huevo "mal hecho". Por regla general se suele servir acompañado de otros ingredientes, si bien las recetas tradicionales aconsejan calentar previamente el plato para que el huevo frito no se tenga que ajustar a una diferencia de temperatura. En muchos casos se vierte la sal ya servido el plato y se pone más en la yema que en la clara. Existen recetas en las que se vierte pimienta molida sobre el huevo.

## Platos y gastronomías

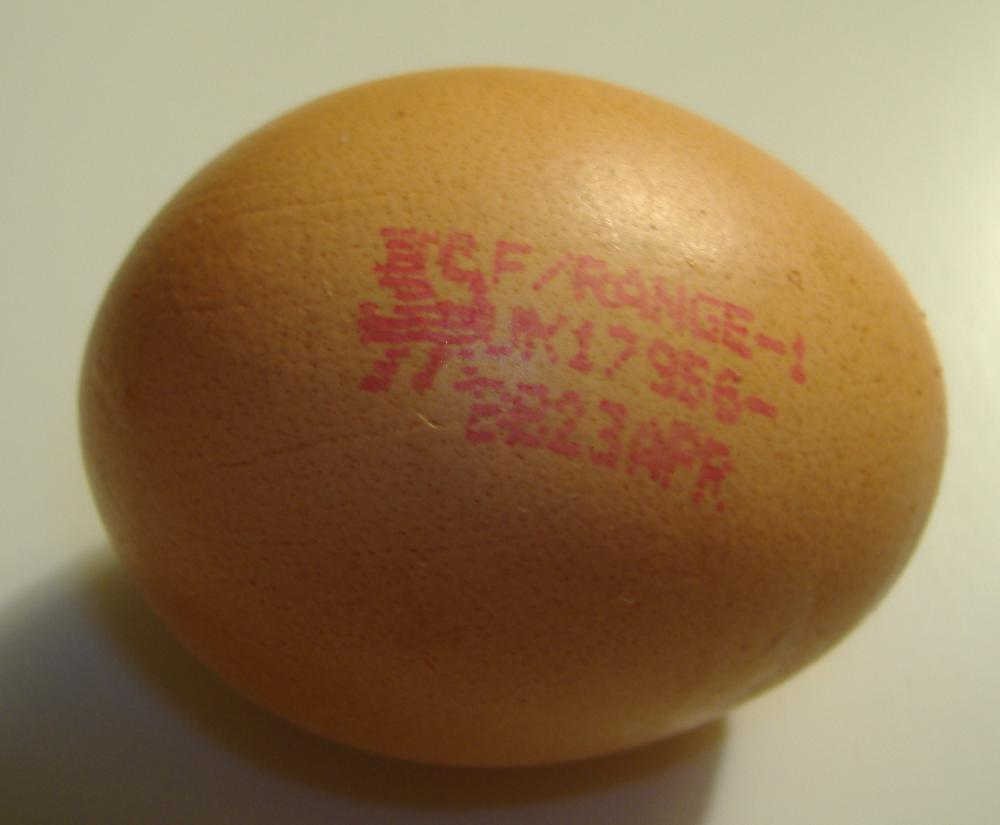
El huevo de gallina de criadero es el tipo más usado y comercializado para consumo humano.

Los huevos fritos, además de ser un plato en sí mismo, forman parte de otros platos más elaborados (e incluso sándwiches) en los que hace de guarnición, como el arroz a la cubana de las cocinas caribeñas o el sándwich mixto con huevo de la cocina española tradicional (como la capirotada) o el Strammer Max de la cocina alemana, o el Croque-madame de la cocina francesa. En algunos casos participa en la elaboración de hamburguesas. A veces se pueden encontrar en platos internacionales como los platos combinados o acompañando otros platos como guarnición, en este caso se suelen denominar los platos como "huevos fritos con ...": chistorra, chorizo, jamón, patatas fritas, etc.
Forma parte del Smørrebrød de la cocina danesa, en desayunos como los famosos huevos rancheros mexicanos. En la gastronomía de Argentina, Paraguay,  Brasil y Uruguay se emplea como constituyente del milanesa a caballo y forma parte de diversos sándwiches regionales de estos países, ej: baurú, lomito, chivito, etc., en la cocina coreana existe un plato elaborado con huevos fritos denominado Bibimbap, de igual forma en la de Vietnam existe el Bánh mì (especie de bocadillo), o en la indonesia el Nasi Goreng (donde se emplea como acompañamiento del plato de arroz).
En Estados Unidos, en Gran Bretaña (en los pubs forma parte de los populares pub grubs) e Irlanda es considerado como un elemento del desayuno tradicional. En Venezuela se emplea en algunos casos como acompañante de una variedad del pabellón criollo llamada pabellón a caballo y si acompañan a un filete de res frito o asado se le llama bistec a caballo. Por su parte, en Chile se emplea en el bife a lo pobre, la chorrillana y el sándwich chemilico y ocasionalmente pueden acompañar el charquicán, los porotos con riendas y los platos de lentejas y/o garbanzos. También pueden formar parte de algunos completos como el porteño a la chorrillana y el magallánico.
En la cocina moderna se suele mezclar el huevo frito con otros ingredientes como verduras, e incluso hacerlo al horno microondas durante unos segundos en dos etapas: en la primera se mete el huevo entero unos segundos y en la segunda se pone abierto (o roto) con aceite.

### España
Los huevos fritos en España se hacen con abundante aceite de oliva, donde previamente se ha tostado un ajo. La clara queda bien hecha, encogida, con el borde crujiente, vulgarmente llamado "en puntilla". La yema se cubre con aceite caliente de la misma sartén para terminar de cocinarla. Según el gusto de los comensales, para poder "mojar sopas" se procura no cuajar la yema pudiendo así empapar el pan con la yema. Puesto que la clara es mucho más fina y liviana, conseguir un huevo con la yema líquida y la clara perfectamente cuajada es una técnica relativamente sencilla, si bien requiere de cierta experiencia. 
En la cocina madrileña los «huevos fritos con puntilla» son muy famosos. En la cocina andaluza existen los huevos a la andaluza o al buñuelo que consisten en huevos fritos a los que se les da la vuelta en la sartén llena de abundante aceite. Existen platos muy populares, como los "huevos fritos con migas y torreznos".